# 德克菲耶爾蘭塔內丘陵
72°2′S 13°23′E / 72.033°S 13.383°E
德克菲耶爾蘭塔內丘陵（英語：Dekefjellrantane Hills）是南極洲的丘陵，位於毛德皇后地，屬於魏普雷希特山脈南端，由挪威製圖師根據該國探險隊的探測和空中照片繪入地圖。